# 君ヶ袋兼継
君ヶ袋 兼継（きみがふくろ かねつぐ）は、戦国時代の武将。本姓は千葉氏。

## 経歴・人物
加美郡君ヶ袋城主。天正18年（1590年）伊達政宗勢の攻撃を受け、一揆勢とともに籠城するが落城し討死した（葛西大崎一揆）。弟胤継の後胤は伊達氏に仕えた。